# Chépica
Chépica est une commune du Chili faisant partie de la province de Colchagua, elle-même rattachée à la région O'Higgins. En 2012, sa population s'élevait à 5 820 habitants. La superficie de la commune est de 503 km2 (densité de 31 hab./km2),.
Le territoire de la commune est situé dans la vallée du rio Colchagua. Chépica bénéficie d'un climat tempéré chaud avec des précipitations hivernales. La température moyenne est comprise entre 14 et 32 °C. Chépica est un entre agricole producteur de vins et de fruits. La commune se trouve à environ 123 kilomètres au sud de la capitale Santiago et 30 kilomètres à l'ouest-sud-ouest de San Fernando capitale de la Province de Colchagua.

Position de Chépica (en rouge) au sein de la Province de Colchagua.